# 2012-es afrikai nemzetek kupája (selejtező)
A 2012-es afrikai nemzetek kupája selejtezőjére Az Afrikai Labdarúgó-szövetség 46 tagállama nevezett be, köztük Gabon és Egyenlítői-Guinea. Gabon és Egyenlítői-Guinea rendezi a tornát így a két nemzetnek nem kellett a selejtezőkben játszania. A másik 44 nemzetet tizenegy csoportra osztották, csoportonként 4 válogatottra. Togót később hozzáadták a K csoporthoz, így ott öt válogatott szerepelt. Mauritánia időközben visszalépett így az F csoportban csak három csapat mérkőzött. A selejtezők végén a csoportelsők automatikusan kijutottak a 2012-es afrikai nemzetek kupája, és a két legjobb csoportmásodik is automatikus résztvevője lett a tornának. A további nyolc második helyezett kiesett. A selejtezőkből összes tizennégy csapat jutott tovább, hozzájuk csatlakozott a két rendező ország válogatottja.

## Kvalifikált csapatok

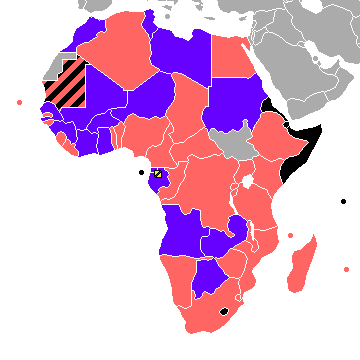
Részt vesz a selejtezőkben
2012-es afrikai nemzetek kupája résztvevő
Nem kvalifikálta magát
Nem lépett be
Nem tagja a CAF-nak

| Ország            | Kvalifikáció módja           | Kvalifikáció időpontja | Afrikai nemzetek kupája részvétel |
| ----------------- | ---------------------------- | ---------------------- | --------------------------------- |
| Gabon             | Rendező                      | 2007. július 29.       | 4                                 |
| Egyenlítői-Guinea | Rendező                      | 2007. július 29.       | 0                                 |
| Botswana          | K csoport                    | 2011. március 26.      | 0                                 |
| Elefántcsontpart  | H csoport                    | 2011. június 5.        | 18                                |
| Burkina Faso      | F csoport                    | 2011. szeptember 3.    | 7                                 |
| Szenegál          | E csoport                    | 2011. szeptember 3.    | 11                                |
| Ghána             | I csoport                    | 2011. október 8.       | 17                                |
| Guinea            | B csoport                    | 2011. október 8.       | 10                                |
| Zambia            | C csoport                    | 2011. október 8.       | 14                                |
| Líbia             | egyik legjobb csoportmásodik | 2011. október 8.       | 2                                 |
| Angola            | J csoport                    | 2011. október 8.       | 5                                 |
| Tunézia           | K csoport második            | 2011. október 8.       | 14                                |
| Mali              | A csoport                    | 2011. október 8.       | 6                                 |
| Niger             | G csoport                    | 2011. október 8.       | 0                                 |
| Marokkó           | D csoport                    | 2011. október 9.       | 13                                |
| Szudán            | egyik legjobb csoportmásodik | 2011. október 9.       | 7                                 |

## Sorsolás
Az afrikai nemzetek kupája csoportjainak sorsolását 2010. február 20-án tartották Lubumbashiban a Kongói Demokratikus Köztársaságban. A négy kalap beosztása a februári FIFA-világranglista alapján történt.
| 1. kalap | 2. kalap | 3. kalap | 4. kalap |
| --- | --- | --- | --- |
| Egyiptom · Ghána · Nigéria · Algéria · Kamerun · Angola · Zambia · Elefántcsontpart · Burkina Faso · Mali · Tunézia | Marokkó · Benin · Uganda · Dél-afrikai Köztársaság · Malawi · Mozambik · Guinea · Szenegál · Gambia · Zöld-foki Köztársaság · Kongó | Ruanda · Tanzánia · Szudán · Namíbia · Kongói DK · Kenya · Líbia · Zimbabwe · Botswana · Etiópia · Sierra Leone | Szváziföld · Csád · Burundi · Madagaszkár · Libéria · Niger · Comore-szigetek · Mauritius · Mauritánia · Közép-afrikai Köztársaság · Bissau-Guinea |

## Csoportok
| Jelmagyarázat                                   |
| ----------------------------------------------- |
| Továbbjutott csapatok.                          |
| A csoport második csapatok még továbbjuthatnak. |
| Kiesett csapatok.                               |

### A csoport
| Csapat                | M | Gy | D | V | Rg | Kg | Gk | P  |
| --------------------- | - | -- | - | - | -- | -- | -- | -- |
| Mali                  | 6 | 3  | 1 | 2 | 9  | 6  | +3 | 10 |
| Zöld-foki Köztársaság | 6 | 3  | 1 | 2 | 7  | 7  | 0  | 10 |
| Zimbabwe              | 6 | 2  | 2 | 2 | 7  | 5  | +2 | 8  |
| Libéria               | 6 | 1  | 2 | 3 | 7  | 12 | −5 | 5  |

Mérkőzések
| 2010. szeptember 4. 16:00 (UTC–1) |

| Zöld-foki Köztársaság | 1–0               | Mali |
| --------------------- | ----------------- | ---- |
| F. Varela 44'         | (1–0) Jegyzőkönyv |      |

| Estadio da Varzea, Praia Játékvezető: Mohammed Benúza (algériai) |

| 2010. szeptember 5. 16:00 (UTC) |

| Libéria       | 1–1               | Zimbabwe   |
| ------------- | ----------------- | ---------- |
| S. Oliseh 75' | (0–1) Jegyzőkönyv | Musona 30' |

| National Complex, Paynesville Játékvezető: Coffi Codjia (benini) |

| 2010. október 9. 19:00 (UTC) |

| Mali                             | 2–1               | Libéria      |
| -------------------------------- | ----------------- | ------------ |
| A. Traoré 2' Teekloh 52' (öngól) | (1–1) Jegyzőkönyv | T. Weeks 43' |

| Stade 26 mars, Bamako Játékvezető: Djaouope Kokou (togói) |

| 2010. október 10. 15:00 (UTC+2) |

| Zimbabwe | 0–0         | Zöld-foki Köztársaság |
| -------- | ----------- | --------------------- |
|          | Jegyzőkönyv |                       |

| Rufaro Stadium, Harare Játékvezető: Ndume Gil Sebastian (gaboni) |

| 2011. március 26. 16:00 (UTC–1) |

| Zöld-foki Köztársaság                             | 4–2               | Libéria            |
| ------------------------------------------------- | ----------------- | ------------------ |
| Héldon Ramos 14' 45' Babanco 25' Odaïr Fortes 53' | (3–1) Jegyzőkönyv | Wleh 39' Keita 84' |

| Estadio da Varzea, Praia Játékvezető: Lemghaifry Ould Ali (mauritániai) |

| 2011. március 26. 19:00 (UTC) |

| Mali           | 1–0               | Zimbabwe |
| -------------- | ----------------- | -------- |
| C. Diabaté 22' | (1–0) Jegyzőkönyv |          |

| Stade 26 mars, Bamako Játékvezető: Bakary Papa Gassama (gambiai) |

| 2011. június 5. 15:00 (UTC+2) |

| Zimbabwe       | 2–1               | Mali          |
| -------------- | ----------------- | ------------- |
| Musona 45' 90' | (1–0) Jegyzőkönyv | D. Traore 49' |

| Rufaro Stadium, Harare |

| 2011. június 5. 16:00 (UTC) |

| Libéria | 1–0               | Zöld-foki Köztársaság |
| ------- | ----------------- | --------------------- |
| Doe 44' | (1–0) Jegyzőkönyv |                       |

| National Complex, Paynesville |

| 2011. szeptember 3. 19:00 (UTC±0) |

| Mali                          | 3–0               | Zöld-foki Köztársaság |
| ----------------------------- | ----------------- | --------------------- |
| Diabaté 27' 29' M. Traoré 51' | (2–0) Jegyzőkönyv |                       |

| Stade 26 mars, Bamako |

| 2011. szeptember 4. 15:00 (UTC+2) |

| Zimbabwe                            | 3–0               | Libéria |
| ----------------------------------- | ----------------- | ------- |
| Katsande 16' Karuru 45' Billiat 85' | (2–0) Jegyzőkönyv |         |

| Rufaro Stadium, Harare |

| 2011. október 8. 15:00 (UTC±0) |

| Libéria              | 2–2               | Mali                  |
| -------------------- | ----------------- | --------------------- |
| Williams 2' Wleh 90' | (1–1) Jegyzőkönyv | Diabaté 16' Kanté 87' |

| National Complex, Paynesville |

| 2011. október 8. 14:00 (UTC–1) |

| Zöld-foki Köztársaság | 2–1               | Zimbabwe              |
| --------------------- | ----------------- | --------------------- |
| Valdo 3' da Graça 13' | (2–0) Jegyzőkönyv | Musona 68' (11-esből) |

| Estadio da Varzea, Praia |

### B csoport
| Csapat      | M | Gy | D | V | Rg | Kg | Gk  | P  |
| ----------- | - | -- | - | - | -- | -- | --- | -- |
| Guinea      | 6 | 4  | 2 | 0 | 13 | 5  | +8  | 14 |
| Nigéria     | 6 | 3  | 2 | 1 | 12 | 5  | +7  | 11 |
| Etiópia     | 6 | 2  | 1 | 3 | 8  | 13 | −5  | 7  |
| Madagaszkár | 6 | 0  | 1 | 5 | 4  | 14 | −10 | 1  |

Mérkőzések
| 2010. szeptember 5. 16:00 (UTC+3) |

| Etiópia   | 1–4               | Guinea                                            |
| --------- | ----------------- | ------------------------------------------------- |
| Girma 29' | (1–1) Jegyzőkönyv | Yattara 37' Kalabane 45' K. Cissé 60' Zayatte 75' |

| Addisz-Abeba Stadion, Addisz-Abeba Játékvezető: Tabani Mnkantjo (zimbabwei) |

| 2010. szeptember 5. 16:00 (UTC+1) |

| Nigéria                   | 2–0               | Madagaszkár |
| ------------------------- | ----------------- | ----------- |
| Martins 19' Eneramo 45+1' | (2–0) Jegyzőkönyv |             |

| U.J. Esuene Stadion, Calabar Játékvezető: Slim Jedidi (tunéziai) |

| 2010. október 10. 14:30 (UTC+3) |

| Madagaszkár | 0–1               | Etiópia     |
| ----------- | ----------------- | ----------- |
|             | (0–0) Jegyzőkönyv | Lemessa 62' |

| Mahamasina Stadium, Antananarivo Játékvezető: Ngosi Kalyoto (malawi) |

| 2010. október 10. 16:30 (UTC) |

| Guinea      | 1–0               | Nigéria |
| ----------- | ----------------- | ------- |
| Constant 8' | (1–0) Jegyzőkönyv |         |

| Stade 28 Septembre, Conakry Játékvezető: Elahrach Bouchaib (marokkói) |

| 2011. március 27. 14:30 (UTC+3) |

| Madagaszkár       | 1–1               | Guinea  |
| ----------------- | ----------------- | ------- |
| Rajoarimanana 17' | (1–0) Jegyzőkönyv | Bah 80' |

| Mahamasina Stadion, Antananarivo |

| 2011. március 27. 19:00 (UTC+1) |

| Nigéria                       | 4–0               | Etiópia |
| ----------------------------- | ----------------- | ------- |
| Utaka 1' 53' Ike Uche 78' 90' | (1–0) Jegyzőkönyv |         |

| Abuja Stadion, Abuja Játékvezető: Slim Jedidi (tunéziai) |

| 2011. június 5. 16:00 (UTC+3) |

| Etiópia      | 2–2               | Nigéria              |
| ------------ | ----------------- | -------------------- |
| Said 45' 50' | (1–1) Jegyzőkönyv | K. Uche 27' Yobo 86' |

| Addisz-Abeba Stadion, Addisz-Abeba |

| 2011. június 5. 16:30 (UTC) |

| Guinea                                        | 4–1               | Madagaszkár |
| --------------------------------------------- | ----------------- | ----------- |
| Kalabane 6' Bangoura 17' Diallo 60' Baldé 62' | (2–1) Jegyzőkönyv | Faed 24'    |

| Stade 28 Septembre, Conakry |

| 2011. szeptember 4. 14:30 (UTC+3) |

| Madagaszkár | 0–2               | Nigéria             |
| ----------- | ----------------- | ------------------- |
|             | (0–0) Jegyzőkönyv | Yobo 68' Obinna 75' |

| Mahamasina Stadium, Antananarivo |

| 2011. szeptember 4. 16:30 (UTC±0) |

| Guinea    | 1–0               | Etiópia |
| --------- | ----------------- | ------- |
| Baldé 32' | (1–0) Jegyzőkönyv |         |

| Stade 28 Septembre, Conakry |

| 2011. október 8. 15:00 (UTC+3) |

| Etiópia                                    | 4–2               | Madagaszkár                         |
| ------------------------------------------ | ----------------- | ----------------------------------- |
| Oukri 31' Girma 56' Lemessa 59' Bekele 73' | (1–1) Jegyzőkönyv | Razafimandimby 3' Nomenjanahary 57' |

| Addisz-Abeba Stadion, Addisz-Abeba |

| 2011. október 8. 15:00 (UTC+1) |

| Nigéria                | 2–2               | Guinea                         |
| ---------------------- | ----------------- | ------------------------------ |
| Obinna 73' I. Uche 84' | (0–0) Jegyzőkönyv | Ismaël Bangoura 63' Traoré 90' |

| Abuja Stadium, Abuja |

### C csoport
| Csapat          | M | Gy | D | V | Rg | Kg | Gk  | P  |
| --------------- | - | -- | - | - | -- | -- | --- | -- |
| Zambia          | 6 | 4  | 1 | 1 | 11 | 2  | +9  | 13 |
| Líbia           | 6 | 3  | 3 | 0 | 6  | 1  | +5  | 12 |
| Mozambik        | 6 | 2  | 1 | 3 | 4  | 6  | −2  | 7  |
| Comore-szigetek | 6 | 0  | 1 | 5 | 2  | 14 | −12 | 1  |

Mérkőzések
| 2010. szeptember 5. 15:00 (UTC+2) |

| Mozambik | 0–0         | Líbia |
| -------- | ----------- | ----- |
|          | Jegyzőkönyv |       |

| Estadio da Machava, Maputo Játékvezető: Aboubabar Bangoura (guineai) |

| 2010. szeptember 5.1 15:00 (UTC+2) |

| Zambia                                            | 4–0               | Comore-szigetek |
| ------------------------------------------------- | ----------------- | --------------- |
| Kalaba 6' Fwayo Tembo 22' Chamanga 29' Mayuka 83' | (3–0) Jegyzőkönyv |                 |

| Konkola Stadium, Chililabombwe Játékvezető: Amanuel Eyob Russom (eritreai) |

| 2010. október 9. 15:00 (UTC+3) |

| Comore-szigetek | 0–1               | Mozambik      |
| --------------- | ----------------- | ------------- |
|                 | (0–0) Jegyzőkönyv | Josimar 90+1' |

| Stade Said Mohamed Cheikh, Mitsamiouli Játékvezető: Ibada Ramadhan Kibo (tanzániai) |

| 2010. október 10. 20:00 (UTC+2) |

| Líbia     | 1–0               | Zambia |
| --------- | ----------------- | ------ |
| Sa'ad 36' | (1–0) Jegyzőkönyv |        |

| June 11 Stadium, Tripoli Játékvezető: Gassama Papa (gambiai) |

| 2011. március 27. 15:00 (UTC+2) |

| Mozambik | 0–2   | Zambia                  |
| -------- | ----- | ----------------------- |
|          | (0–1) | Chamanga 18' Mayuka 90' |

| Estadio da Machava, Maputo |

| 2011. március 28. 18:00 (UTC) |

| Líbia                                     | 3–0   | Comore-szigetek |
| ----------------------------------------- | ----- | --------------- |
| Elkhatroushi 20' Wafa 68' A. Mohammed 81' | (1–0) |                 |

| Stade 26 mars, Bamako (Mali)2 |

| 2011. június 4. 15:00 (UTC+2) |

| Zambia                      | 3–0   | Mozambik |
| --------------------------- | ----- | -------- |
| Katongo 47' 67' Mbesuma 68' | (0–0) |          |

| Nkoloma Stadion, Lusaka |

| 2011. június 5. 15:00 (UTC+3) |

| Comore-szigetek | 1–1   | Líbia        |
| --------------- | ----- | ------------ |
| Mzé Mbaba 83'   | (0–1) | Boussefi 43' |

| Stade Said Mohamed Cheikh, Mitsamiouli |

| 2011. szeptember 3. 18:00 (UTC+2) |

| Líbia      | 1–0   | Mozambik |
| ---------- | ----- | -------- |
| Allafi 31' | (1–0) |          |

| Petro Sport Stadium, Kairó (Egyiptom)2 |

| 2011. szeptember 4. 14:00 (UTC+3) |

| Comore-szigetek | 1–2   | Zambia                    |
| --------------- | ----- | ------------------------- |
| Mchangama 32'   | (1–1) | C. Katongo 23' Mayuka 87' |

| Stade Said Mohamed Cheikh, Mitsamiouli |

| 2011. október 8. 15:00 (UTC+2) |

| Zambia | 0–0         | Líbia |
| ------ | ----------- | ----- |
|        | Jegyzőkönyv |       |

| Nkoloma Stadion, Lusaka |

| 2011. október 8. 15:00 (UTC+2) |

| Mozambik                                      | 3–0               | Comore-szigetek |
| --------------------------------------------- | ----------------- | --------------- |
| Maninho 6' Dário 18' (11-esből) Domingues 40' | (3–0) Jegyzőkönyv |                 |

| Estadio da Machava, Maputo |

- 1.: 2010. szeptember 4-éről elhalasztva, mert a játékvezetők nem érkeztek meg időben.[1]
- 2.: Eredetileg Tripoliban, Líbiában játszották volna, de a líbiai események miatt semleges helyszínen rendezték.[2]

### D csoport
| Csapat                    | M | Gy | D | V | Rg | Kg | Gk | P  |
| ------------------------- | - | -- | - | - | -- | -- | -- | -- |
| Marokkó                   | 6 | 3  | 2 | 1 | 8  | 2  | +6 | 11 |
| Közép-afrikai Köztársaság | 6 | 2  | 2 | 2 | 5  | 5  | 0  | 8  |
| Algéria                   | 6 | 2  | 2 | 2 | 5  | 8  | −3 | 8  |
| Tanzánia                  | 6 | 1  | 2 | 3 | 6  | 9  | −3 | 5  |

Mérkőzések
| 2010. szeptember 3. 22:00 (UTC+1) |

| Algéria       | 1–1               | Tanzánia   |
| ------------- | ----------------- | ---------- |
| Guedioura 45' | (0–1) Jegyzőkönyv | Tegete 33' |

| Stade Mustapha Tchaker, Blida Nézőszám: 30 000 Játékvezető: Kokou Djaoupe (togói) |

| 2010. szeptember 4. 21:00 (UTC) |

| Marokkó | 0–0         | Közép-afrikai Köztársaság |
| ------- | ----------- | ------------------------- |
|         | Jegyzőkönyv |                           |

| Stade Moulay Abdallah, Rabat Játékvezető: Koman Coulibaly (mali) |

| 2010. október 9. 16:00 (UTC+3) |

| Tanzánia | 0–1               | Marokkó         |
| -------- | ----------------- | --------------- |
|          | (0–1) Jegyzőkönyv | El Hamdaoui 43' |

| Benjamin Mkapa National Stadion, Dar es-Salaam Játékvezető: Seechurn Rajindraparsad (mauritiusi) |

| 2010. október 10. 15:00 (UTC+1) |

| Közép-afrikai Köztársaság  | 2–0               | Algéria |
| -------------------------- | ----------------- | ------- |
| Dopékoulouyen 81' Momi 86' | (0–0) Jegyzőkönyv |         |

| Barthelemy Boganda Stadion, Bangui Nézőszám: 20 000+ Játékvezető: Martins De Carvalho (angolai) |

| 2011. március 26. 16:00 (UTC+3) |

| Tanzánia             | 2–1   | Közép-afrikai Köztársaság |
| -------------------- | ----- | ------------------------- |
| Nditi 70' Shamte 90' | (0–1) | Mabidé 2'                 |

| Benjamin Mkapa National Stadion, Dar es-Salaam |

| 2011. március 27. 20:30 (UTC+1) |

| Algéria             | 1–0   | Marokkó |
| ------------------- | ----- | ------- |
| Yebda 5' (11-esből) | (1–0) |         |

| Stade 5 Juillet 1962, Algír |

| 2011. június 4. 21:00 (UTC+1) |

| Marokkó                                        | 4–0   | Algéria |
| ---------------------------------------------- | ----- | ------- |
| Benatia 25' as-Samáh 38' Hadji 60' Assaidi 68' | (2–0) |         |

| Stade Moulay Abdallah, Rabat |

| 2011. június 5. 15:00 (UTC+1) |

| Közép-afrikai Köztársaság  | 2–1   | Tanzánia   |
| -------------------------- | ----- | ---------- |
| Momi 45' Dopékoulouyen 89' | (1–0) | Samata 86' |

| Barthelemy Boganda Stadium, Bangui |

| 2011. szeptember 3. 15:00 (UTC+3) |

| Tanzánia    | 1–1   | Algéria     |
| ----------- | ----- | ----------- |
| Mrwanda 22' | (1–0) | Bouazza 57' |

| Benjamin Mkapa National Stadion, Dar es-Salaam |

| 2011. szeptember 4. 16:00 (UTC+1) |

| Közép-afrikai Köztársaság | 0–0 | Marokkó |
| ------------------------- | --- | ------- |
|                           |     |         |

| Barthelemy Boganda Stadion, Bangui |

| 2011. október 9. 19:30 (UTC) |

| Marokkó                               | 3–1               | Tanzánia   |
| ------------------------------------- | ----------------- | ---------- |
| Chamakh 20' Táarábt 69' Boussoufa 90' | (1–1) Jegyzőkönyv | Sadala 40' |

| Stade Moulay Abdallah, Rabat |

| 2011. október 9. 20:30 (UTC+1) |

| Algéria            | 2–0               | Közép-afrikai Köztársaság |
| ------------------ | ----------------- | ------------------------- |
| Yebda 1' Kadir 28' | (2–0) Jegyzőkönyv |                           |

| Stade 5 Juillet 1962, Algír |

### E csoport
| Csapat    | M | Gy | D | V | Rg | Kg | Gk  | P  |
| --------- | - | -- | - | - | -- | -- | --- | -- |
| Szenegál  | 6 | 5  | 1 | 0 | 16 | 2  | +14 | 16 |
| Kamerun   | 6 | 3  | 2 | 1 | 12 | 5  | +7  | 11 |
| Kongói DK | 6 | 2  | 1 | 3 | 10 | 11 | −1  | 7  |
| Mauritius | 6 | 0  | 0 | 6 | 2  | 22 | −20 | 0  |

Mérkőzések
| 2010. szeptember 4. 15:45 (UTC+4) |

| Mauritius          | 1–3               | Kamerun                                    |
| ------------------ | ----------------- | ------------------------------------------ |
| Bru 45' (11-esből) | (0–1) Jegyzőkönyv | Eto'o 36' 47' Choupo-Moting 60' (11-esből) |

| Stade Anjalay, Belle Vue Nézőszám: 6 000 Játékvezető: Jerome Damon (dél-afrikai) |

| 2010. szeptember 5. 15:00 (UTC+1) |

| Kongó           | 2–4               | Szenegál                            |
| --------------- | ----------------- | ----------------------------------- |
| Kabangu 45' 83' | (0–3) Jegyzőkönyv | Sow 5' Niang 12' 19' 68' (11-esből) |

| Stade Frederic Kibassa Maliba, Lubumbashi Nézőszám: 35 000 Játékvezető: Djamel Hamoudi (algériai) |

| 2010. október 9. 15:30 (UTC+1) |

| Kamerun               | 1–1               | Kongó      |
| --------------------- | ----------------- | ---------- |
| Nkulukutu 55' (öngól) | (0–1) Jegyzőkönyv | Ilunga 37' |

| Stade Roumdé Adjia, Garoua Nézőszám: 22 000 Játékvezető: Eddy Maillet (Seychelle-szigeteki) |

| 2010. október 9. 18:30 (UTC) |

| Szenegál                                                   | 7–0               | Mauritius |
| ---------------------------------------------------------- | ----------------- | --------- |
| Papiss Cissé 8' 38' 76' Sow 45' Niang 22' 62' Demba Ba 90' | (3–0) Jegyzőkönyv |           |

| Stade Leopold Senghor, Dakar Nézőszám: 50 000 Játékvezető: Daniel Bennett (dél-afrikai) |

| 2011. március 26. 18:00 (UTC) |

| Szenegál       | 1–0   | Kamerun |
| -------------- | ----- | ------- |
| Demba Ba 90+1' | (0–0) |         |

| Stade Leopold Senghor, Dakar |

| 2011. március 27. 15:30 (UTC+1) |

| Kongó                                                    | 3–0   | Mauritius |
| -------------------------------------------------------- | ----- | --------- |
| LuaLua 24' (11-esből) Matumona 48' Ilunga 68' (11-esből) | (1–0) |           |

| Stade des Martyrs, Kinshasa |

| 2011. június 4. 15:30 (UTC+1) |

| Kamerun | 0–0   | Szenegál |
| ------- | ----- | -------- |
|         | (0–0) |          |

| Stade Omnisports, Yaounde |

| 2011. június 5. 15:00 (UTC+4) |

| Mauritius          | 1–2   | Kongó                  |
| ------------------ | ----- | ---------------------- |
| Bru 10' (11-esből) | (1–2) | Ilunga 16' Kabangu 45' |

| Stade George V, Curepipe |

| 2011. szeptember 3. 16:00 (UTC+1) |

| Kamerun                                                           | 5–0   | Mauritius |
| ----------------------------------------------------------------- | ----- | --------- |
| Kweuke 63' Mbuta 72' Eto’o 84' (11-esből) Choupo-Moting 90' 90+3' | (0–0) |           |

| Stade Omnisports, Yaounde |

| 2011. szeptember 3. 17:00 (UTC) |

| Szenegál           | 2–0   | Kongó |
| ------------------ | ----- | ----- |
| Moussa Sow 33' 58' | (1–0) |       |

| Stade Leopold Senghor, Dakar |

| 2011. október 7. 15:30 (UTC+1) |

| Kongó                    | 2–3   | Kamerun                               |
| ------------------------ | ----- | ------------------------------------- |
| Kaluyituka 11' Kanda 40' | (2–1) | Eto'o 18' Mbuta 75' Choupo-Moting 79' |

| Stade des Martyrs, Kinshasa |

| 2011. október 9. 17:00 (UTC+4) |

| Mauritius | 0–2   | Szenegál            |
| --------- | ----- | ------------------- |
|           | (0–2) | N'Doye 9' Cissé 25' |

| Stade George V, Curepipe |

### F csoport
| Csapat       | M | Gy | D | V | Rg | Kg | Gk | P  |
| ------------ | - | -- | - | - | -- | -- | -- | -- |
| Burkina Faso | 4 | 3  | 1 | 0 | 12 | 3  | +9 | 10 |
| Gambia       | 4 | 1  | 1 | 2 | 5  | 6  | −1 | 4  |
| Namíbia      | 4 | 1  | 0 | 3 | 3  | 11 | −8 | 3  |

- Mauritánia visszalépett a selejtezősorozatból.

Mérkőzések
| 2010. szeptember 4. 16:00 (UTC) |

| Gambia                                  | 3–1               | Namíbia    |
| --------------------------------------- | ----------------- | ---------- |
| Sainey Nyassi 10' Ceesay 13' Jallow 44' | (3–0) Jegyzőkönyv | Risser 89' |

| Independence Stadion, Bakau Játékvezető: Mohamed Ragab Omar (líbiai) |

| 2010. október 9. 18:00 (UTC) |

| Burkina Faso                     | 3–1               | Gambia     |
| -------------------------------- | ----------------- | ---------- |
| Dagano 17' Balima 57' Kaboré 69' | (1–0) Jegyzőkönyv | Ceesay 78' |

| Stade du 4-Aout, Ouagadougou Játékvezető: Samir Osman (egyiptomi) |

| 2011. március 26. 18:00 (UTC) |

| Burkina Faso                           | 4–0               | Namíbia |
| -------------------------------------- | ----------------- | ------- |
| Traoré 26' 47' 79' Gariseb 73' (öngól) | (1–0) Jegyzőkönyv |         |

| Stade du 4-Aout, Ouagadougou |

| 2011. június 4. 15:00 (UTC+1) |

| Namíbia     | 1–4               | Burkina Faso                                                      |
| ----------- | ----------------- | ----------------------------------------------------------------- |
| Shipahu 85' | (0–1) Jegyzőkönyv | A. R. Traoré 12' 80' (11-esből) Bancé 57' (11-esből) Pitroipa 90' |

| Independence Stadium, Windhoek |

| 2011. szeptember 3. 16:00 (UTC+1) |

| Namíbia     | 1–0               | Gambia |
| ----------- | ----------------- | ------ |
| Shipahu 83' | (0–0) Jegyzőkönyv |        |

| Independence Stadium, Windhoek |

| 2011. október 8. 16:30 (UTC) |

| Gambia    | 1–1               | Burkina Faso |
| --------- | ----------------- | ------------ |
| Danso 59' | (0–0) Jegyzőkönyv | Bancé 90'    |

| Independence Stadium, Bakau |

### G csoport
| Csapat                  | M | Gy | D | V | Rg | Kg | Gk | P |
| ----------------------- | - | -- | - | - | -- | -- | -- | - |
| Niger                   | 6 | 3  | 0 | 4 | 6  | 8  | −2 | 9 |
| Dél-afrikai Köztársaság | 6 | 2  | 3 | 1 | 4  | 2  | +2 | 9 |
| Sierra Leone            | 6 | 2  | 3 | 1 | 5  | 5  | 0  | 9 |
| Egyiptom                | 6 | 1  | 2 | 3 | 5  | 5  | 0  | 5 |

Mérkőzések
| 2010. szeptember 4. 20:30 (UTC+2) |

| Dél-afrikai Köztársaság | 2–0               | Niger |
| ----------------------- | ----------------- | ----- |
| Mphela 12' Parker 45+3' | (2–0) Jegyzőkönyv |       |

| Mbombela Stadion, Mbombela Nézőszám: 40 000 Játékvezető: Khalid Abdel Rahman (szudáni) |

| 2010. szeptember 5. 21:30 (UTC+2) |

| Egyiptom     | 1–1               | Sierra Leone |
| ------------ | ----------------- | ------------ |
| Fathalla 61' | (0–0) Jegyzőkönyv | Bangura 57'  |

| Kairó Stadion, Kairó Játékvezető: Badara Diatta (szenegáli) |

| 2010. október 10. 15:30 (UTC+1) |

| Niger      | 1–0               | Egyiptom |
| ---------- | ----------------- | -------- |
| Maazou 46' | (0–0) Jegyzőkönyv |          |

| Stade Général Seyni Kountché, Niamey Nézőszám: 35 000 Játékvezető: Doue N. Desire (elefántcsontparti) |

| 2010. október 10. 16:30 (UTC) |

| Sierra Leone | 0–0         | Dél-afrikai Köztársaság |
| ------------ | ----------- | ----------------------- |
|              | Jegyzőkönyv |                         |

| Nemzeti Stadion, Freetown Nézőszám: 40 000 Játékvezető: Ali Lemghaifry (mauritániai) |

| 2011. március 26. 20:05 (UTC+2) |

| Dél-afrikai Köztársaság | 1–0   | Egyiptom |
| ----------------------- | ----- | -------- |
| Mphela 90+3'            | (0–0) |          |

| Soccer City, Johannesburg Nézőszám: 55 000 Játékvezető: Koman Coulibaly (mali) |

| 2011. március 27. 16:00 (UTC+1) |

| Niger                           | 3–1   | Sierra Leone        |
| ------------------------------- | ----- | ------------------- |
| Dante 64' Sidibe 79' Daouda 89' | (0–1) | Mohamed Bangura 23' |

| Stade Général Seyni Kountché, Niamey |

| 2011. június 4. 16:30 (UTC) |

| Sierra Leone | 1–0   | Niger |
| ------------ | ----- | ----- |
| Bangura 50'  | (0–0) |       |

| Nemzeti Stadion, Freetown |

| 2011. június 5. 20:30 (UTC+2) |

| Egyiptom | 0–0   | Dél-afrikai Köztársaság |
| -------- | ----- | ----------------------- |
|          | (0–0) |                         |

| Kairó Stadion, Kairó |

| 2011. szeptember 3. 17:00 (UTC) |

| Sierra Leone                    | 2–1   | Egyiptom     |
| ------------------------------- | ----- | ------------ |
| Suma 14' Bangura 89' (11-esből) | (1–1) | Mohsen 45+1' |

| Nemzeti Stadion, Freetown |

| 2011. szeptember 4. 16:30 (UTC+1) |

| Niger                   | 2–1   | Dél-afrikai Köztársaság |
| ----------------------- | ----- | ----------------------- |
| Dan Kowa 10' Maazou 47' | (1–0) | Jali 70'                |

| Stade Général Seyni Kountché, Niamey |

| 2011. október 8. 17:00 (UTC+2) |

| Egyiptom                  | 3–0               | Niger |
| ------------------------- | ----------------- | ----- |
| Mohsen 48' 71' Szaláh 66' | (0–0) Jegyzőkönyv |       |

| Kairó Stadion, Kairó |

| 2011. október 8. 17:00 (UTC+2) |

| Dél-afrikai Köztársaság | 0–0         | Sierra Leone |
| ----------------------- | ----------- | ------------ |
|                         | Jegyzőkönyv |              |

| Nelson Mandela Bay Stadium, Port Elizabeth |

### H csoport
| Csapat           | M | Gy | D | V | Rg | Kg | Gk  | P  |
| ---------------- | - | -- | - | - | -- | -- | --- | -- |
| Elefántcsontpart | 6 | 6  | 0 | 0 | 19 | 4  | +15 | 18 |
| Ruanda           | 6 | 2  | 0 | 4 | 5  | 15 | −10 | 6  |
| Burundi          | 6 | 1  | 2 | 3 | 7  | 9  | −2  | 5  |
| Benin            | 6 | 1  | 2 | 3 | 8  | 11 | −3  | 5  |

Mérkőzések
| 2010. szeptember 4. 16:00 (UTC) |

| Elefántcsontpart                   | 3–0               | Ruanda |
| ---------------------------------- | ----------------- | ------ |
| Yaya Touré 11' Kalou 19' Eboué 40' | (3–0) Jegyzőkönyv |        |

| Stade Felix Houphouet-Boigny, Abidjan Játékvezető: Eddy Maillet (seychelle-szigetei) |

| 2010. szeptember 5. 16:00 (UTC+1) |

| Benin   | 1–1               | Burundi   |
| ------- | ----------------- | --------- |
| Poté 2' | (1–0) Jegyzőkönyv | Saleh 85' |

| Stade de l'Amitie, Cotonou Játékvezető: Daniel Bennett (dél-afrikai) |

| 2010. október 9. 15:30 (UTC+2) |

| Burundi | 0–1               | Elefántcsontpart |
| ------- | ----------------- | ---------------- |
|         | (0–1) Jegyzőkönyv | Romaric 33'      |

| Prince Louis Rwagasore Stadion, Bujumbura Játékvezető: El Raay Adel (líbiai) |

| 2010. október 9. 15:30 (UTC+2) |

| Ruanda | 0–3               | Benin                                        |
| ------ | ----------------- | -------------------------------------------- |
|        | (0–0) Jegyzőkönyv | S. Tchomogo 50' Omotoyossi 60' Sessègnon 70' |

| Stade Amahoro, Kigali Játékvezető: Haimoudi Djamel (algériai) |

| 2011. március 26. 15:00 (UTC+2) |

| Ruanda                                          | 3–1   | Burundi    |
| ----------------------------------------------- | ----- | ---------- |
| Iranzi 44' Uzamukunda 70' (11-esből) Gasana 90' | (1–1) | Bahati 45' |

| Stade Amahoro, Kigali |

| 2011. március 27. 17:30 (UTC+2) |

| Elefántcsontpart | 2–1   | Benin        |
| ---------------- | ----- | ------------ |
| Drogba 45' 76'   | (1–1) | Tchomogo 14' |

| Ohene Djan Stadion, Accra, (Ghána)3 |

| 2011. június 5. 14:30 (UTC+1) |

| Benin                        | 2–6   | Elefántcsontpart                                      |
| ---------------------------- | ----- | ----------------------------------------------------- |
| Sessègnon 56' 61' (11-esből) | (0–3) | Konan Ya 13' Drogba 22' 75' Gervinho 31' 81' Bony 90' |

| Stade de l'Amitie, Cotonou |

| 2011. június 5. 15:30 (UTC+2) |

| Burundi                                   | 3–1   | Ruanda     |
| ----------------------------------------- | ----- | ---------- |
| Ndikumana 30' Ntibazonkiza 52' Gasana 90' | (1–0) | Labama 48' |

| Prince Louis Rwagasore Stadion, Bujumbura |

| 2011. szeptember 3. 15:30 (UTC+2) |

| Ruanda | 0–5   | Elefántcsontpart                                     |
| ------ | ----- | ---------------------------------------------------- |
|        | (0–3) | Kalou 45' Bony 45+1' 45+2' Ya Konan 76' Gervinho 81' |

| Stade Amahoro, Kigali |

| 2011. szeptember 4. 15:30 (UTC+2) |

| Burundi  | 1–1   | Benin       |
| -------- | ----- | ----------- |
| Papy 90' | (0–0) | Akpagba 55' |

| Prince Louis Rwagasore Stadion, Bujumbura |

| 2011. október 9. 15:00 (UTC+1) |

| Benin | 0–1   | Ruanda    |
| ----- | ----- | --------- |
|       | (0–1) | Kagere 6' |

| Stade de l'Amitie, Cotonou |

| 2011. október 9. 14:00 (UTC) |

| Elefántcsontpart          | 2–1   | Burundi         |
| ------------------------- | ----- | --------------- |
| K. Touré 77' Y. Touré 90' | (0–0) | Ndabashinze 85' |

| Stade Felix Houphouet-Boigny, Abidjan |

- 3. Eredetileg Abidjanban játszották volna, de az elefántcsontparti politikai helyzet miatt semleges helyszínen játszották a mérkőzést.

### I csoport
| Csapat     | M | Gy | D | V | Rg | Kg | Gk  | P  |
| ---------- | - | -- | - | - | -- | -- | --- | -- |
| Ghána      | 6 | 5  | 1 | 0 | 13 | 1  | +12 | 16 |
| Szudán     | 6 | 4  | 1 | 1 | 8  | 3  | +5  | 13 |
| Kongó      | 6 | 2  | 0 | 4 | 5  | 10 | −5  | 6  |
| Szváziföld | 6 | 0  | 0 | 6 | 2  | 14 | −12 | 0  |

Mérkőzések
| 2010. szeptember 4. 22:30 (UTC+3) |

| Szudán                              | 2–0               | Kongó |
| ----------------------------------- | ----------------- | ----- |
| El Taieb 9' El Tahir 90' (11-esből) | (1–0) Jegyzőkönyv |       |

| Khartoum Stadion, Khartoum Játékvezető: Wellington Kaoma (zambiai) |

| 2010. szeptember 5. 15:00 (UTC+2) |

| Szváziföld | 0–3               | Ghána                         |
| ---------- | ----------------- | ----------------------------- |
|            | (0–1) Jegyzőkönyv | Ayew 13' Tagoe 70' Sarpei 81' |

| Somhlolo National Stadion, Lobamba Játékvezető: Rajindraparsad Seechurn (mauritiusi) |

| 2010. október 10. 15:30 (UTC+1) |

| Kongó                                | 3–1               | Szváziföld   |
| ------------------------------------ | ----------------- | ------------ |
| Mouko 20' (11-esből) Sembolo 34' 73' | (2–1) Jegyzőkönyv | Christie 36' |

| Stade de la Revolution, Brazzaville Játékvezető: Ssegonga Muhmed (ugandai) |

| 2010. október 10. 17:00 (UTC) |

| Ghána | 0–0         | Szudán |
| ----- | ----------- | ------ |
|       | Jegyzőkönyv |        |

| Baba Yara Stadion, Kumasi Nézőszám: 39 000 Játékvezető: Jerome Damon (dél-afrikai) |

| 2011. március 27. 15:30 (UTC+1) |

| Kongó | 0–3   | Ghána                            |
| ----- | ----- | -------------------------------- |
|       | (0–2) | Tagoe 5' Adiyiah 26' Muntari 68' |

| Stade de la Revolution, Brazzaville |

| 2011. március 27. 20:00 (UTC+3) |

| Szudán                 | 3–0   | Szváziföld |
| ---------------------- | ----- | ---------- |
| Bisha 2' 63' Tahir 90' | (1–0) |            |

| Khartoum Stadion, Khartoum |

| 2011. június 3. 17:00 (UTC) |

| Ghána                                  | 3–1   | Kongó        |
| -------------------------------------- | ----- | ------------ |
| Vorsah 62' Tagoe 66' Agyemang-Badu 78' | (0–0) | N'Guessi 75' |

| Ohene Djan Stadion, Accra |

| 2011. június 5. 15:00 (UTC+2) |

| Szváziföld | 1–2   | Szudán               |
| ---------- | ----- | -------------------- |
| Kunene 69' | (0–0) | Galag 70' Yousif 84' |

| Somhlolo National Stadion, Lobamba |

| 2011. szeptember 2. 20:00 (UTC) |

| Ghána                     | 2–0   | Szváziföld |
| ------------------------- | ----- | ---------- |
| Gyan 9' Agyemang-Badu 80' | (1–0) |            |

| Ohene Djan Stadion, Accra |

| 2011. szeptember 4. 16:30 (UTC+1) |

| Kongó | 0–1   | Szudán       |
| ----- | ----- | ------------ |
|       | (0–0) | Almadina 77' |

| Stade de la Revolution, Brazzaville |

| 2011. október 8. 15:00 (UTC+2) |

| Szváziföld | 0–1               | Kongó |
| ---------- | ----------------- | ----- |
| Nkolo 47'  | (0–0) Jegyzőkönyv |       |

| Somhlolo National Stadion, Lobamba |

| 2011. október 8. 16:00 (UTC+3) |

| Szudán | 0–2               | Ghána                    |
| ------ | ----------------- | ------------------------ |
|        | (0–2) Jegyzőkönyv | Gyan 10' John Mensah 22' |

| Khartoum Stadion, Khartoum |

### J csoport
| Csapat        | M | Gy | D | V | Rg | Kg | Gk | P  |
| ------------- | - | -- | - | - | -- | -- | -- | -- |
| Angola        | 6 | 4  | 0 | 2 | 7  | 5  | +2 | 12 |
| Uganda        | 6 | 3  | 2 | 1 | 6  | 2  | +4 | 11 |
| Kenya         | 6 | 2  | 2 | 2 | 4  | 4  | 0  | 8  |
| Bissau-Guinea | 6 | 1  | 0 | 5 | 2  | 8  | −6 | 3  |

Mérkőzések
| 2010. szeptember 4. 16:00 (UTC+3) |

| Uganda                               | 3–0               | Angola |
| ------------------------------------ | ----------------- | ------ |
| Obua 35' Mwesigwa 58' Sserunkuma 88' | (1–0) Jegyzőkönyv |        |

| Mandela Nemzeti Stadion, Kampala Játékvezető: Samir Mahmoud Osman (egyiptomi) |

| 2010. szeptember 4. 16:00 (UTC) |

| Bissau-Guinea | 1–0               | Kenya |
| ------------- | ----------------- | ----- |
| Mendes 66'    | (0–0) Jegyzőkönyv |       |

| Estadio 24 de Setembro, Bissau Játékvezető: Kacem Bennaceur (tunéziai) |

| 2010. október 9. 16:00 (UTC+3) |

| Kenya | 0–0         | Uganda |
| ----- | ----------- | ------ |
|       | Jegyzőkönyv |        |

| Kasarani Stadion, Nairobi Játékvezető: Diata Badara (szenegáli) |

| 2010. október 9. 16:00 (UTC+1) |

| Angola                  | 1–0               | Bissau-Guinea |
| ----------------------- | ----------------- | ------------- |
| Gilberto 22' (11-esből) | (1–0) Jegyzőkönyv |               |

| Estádio 11 de Novembro, Luanda Játékvezető: Koman Coulibaly (mali) |

| 2011. március 26. 16:00 (UTC+3) |

| Kenya                                    | 2–1   | Angola      |
| ---------------------------------------- | ----- | ----------- |
| Jamal Mohammed 57' McDonald Mariga 90+1' | (0–1) | Manucho 19' |

| Kasarani Stadion, Nairobi |

| 2011. március 26. 16:30 (UTC) |

| Bissau-Guinea | 0–1   | Uganda   |
| ------------- | ----- | -------- |
|               | (0–1) | Obua 22' |

| Estadio 24 de Setembro, Bissau |

| 2011. június 4. 16:00 (UTC+3) |

| Uganda                  | 2–0   | Bissau-Guinea |
| ----------------------- | ----- | ------------- |
| Walusimbi 43' Massa 62' | (1–0) |               |

| Mandela Nemzeti Stadion, Kampala |

| 2011. június 5. 15:30 (UTC+1) |

| Angola      | 1–0   | Kenya |
| ----------- | ----- | ----- |
| Manucho 71' | (0–0) |       |

| Estádio 11 de Novembro, Luanda |

| 2011. szeptember 3. 15:00 (UTC+3) |

| Kenya                 | 2–1   | Bissau-Guinea   |
| --------------------- | ----- | --------------- |
| Baraza 58' Oliech 90' | (0–0) | de Carvalho 86' |

| Kasarani Stadion, Nairobi |

| 2011. szeptember 4. 17:00 (UTC+1) |

| Angola                | 2–0   | Uganda |
| --------------------- | ----- | ------ |
| Manucho 57' Amado 70' | (0–0) |        |

| Estádio 11 de Novembro, Luanda |

| 2011. október 8. 17:00 (UTC+3) |

| Uganda | 0–0         | Kenya |
| ------ | ----------- | ----- |
|        | Jegyzőkönyv |       |

| Mandela Nemzeti Stadion, Kampala |

| 2011. október 8. 14:00 (UTC) |

| Bissau-Guinea | 0–2               | Angola                |
| ------------- | ----------------- | --------------------- |
|               | (0–1) Jegyzőkönyv | Manucho 8' Mateus 70' |

| Estadio 24 de Setembro, Bissau |

### K csoport
| Csapat   | M | Gy | D | V | Rg | Kg | Gk  | P  |
| -------- | - | -- | - | - | -- | -- | --- | -- |
| Botswana | 8 | 5  | 2 | 1 | 7  | 3  | +4  | 17 |
| Tunézia  | 8 | 4  | 2 | 2 | 14 | 6  | +8  | 14 |
| Malawi   | 8 | 2  | 6 | 0 | 13 | 8  | +5  | 12 |
| Togo     | 8 | 1  | 3 | 4 | 6  | 10 | −4  | 6  |
| Csád     | 8 | 0  | 3 | 5 | 7  | 20 | −13 | 3  |

Mérkőzések
| 2010. július 1. 17:00 (UTC+1) |

| Csád                 | 2–2               | Togo                   |
| -------------------- | ----------------- | ---------------------- |
| Djime 20' Mbaiam 28' | (2–1) Jegyzőkönyv | Mani 25' Aloenouvo 67' |

| Stade National, N'Djamena Játékvezető: Mohamed Benouza (algériai) |

| 2010. július 1. 19:15 (UTC+1) |

| Tunézia | 0–1               | Botswana          |
| ------- | ----------------- | ----------------- |
|         | (0–1) Jegyzőkönyv | Ramatlhakwane 31' |

| Stade El Menzah, Tunisz Játékvezető: Badara Diatta (szenegáli) |

| 2010. július 9. 11:00 (UTC) |

| Togo          | 1–1               | Malawi           |
| ------------- | ----------------- | ---------------- |
| Aloenouvo 85' | (0–1) Jegyzőkönyv | Mwakasungula 17' |

| Stade de Kégué, Lomé Játékvezető: Diata Badara (szenegáli) |

| 2010. július 9. 15:00 (UTC+2) |

| Botswana    | 1–0               | Csád |
| ----------- | ----------------- | ---- |
| Mongala 50' | (0–0) Jegyzőkönyv |      |

| Botswana Nemzeti Stadion, Gaborone Játékvezető: Rajindraparsad Seechurn (mauritiusi) |

| 2010. augusztus 11. 15:00 (UTC+1) |

| Csád          | 1–3               | Tunézia                               |
| ------------- | ----------------- | ------------------------------------- |
| Ndouassel 75' | (0–2) Jegyzőkönyv | Korbi 9' Jemal 43' Ben Khalfallah 81' |

| Stade National, N'Djamena Játékvezető: Normandiez Doue (elefántcsontparti) |

| 2010. augusztus 11. 16:00 (UTC+2) |

| Malawi    | 1–1               | Botswana          |
| --------- | ----------------- | ----------------- |
| Banda 74' | (0–0) Jegyzőkönyv | Ramatlhakwane 63' |

| Kamuzu Stadium, Blantyre Játékvezető: Hélder Martins de Carvalho (angolai) |

| 2010. szeptember 4. 15:00 (UTC+2) |

| Botswana                      | 2–1               | Togo      |
| ----------------------------- | ----------------- | --------- |
| Mogorosi 8' Ramatlhakwane 56' | (1–0) Jegyzőkönyv | Gakpé 49' |

| University of Botswana Stadium, Gaborone Játékvezető: Issa Kagaso (ruandai) |

| 2010. szeptember 4. 21:30 (UTC+1) |

| Tunézia       | 2–2               | Malawi                   |
| ------------- | ----------------- | ------------------------ |
| Jemâa 11' 27' | (2–0) Jegyzőkönyv | Msowoya 45' Kanyenda 82' |

| Stade 7 November, Radès Játékvezető: Joseph Lamptey (ghánai) |

| 2010. október 9. 14:30 (UTC+2) |

| Malawi                                                    | 6–2               | Csád                     |
| --------------------------------------------------------- | ----------------- | ------------------------ |
| Zakazaka 14' Kanyenda 21' 56' Msowoya 68' 72' Ng'ambi 80' | (2–1) Jegyzőkönyv | Mbaiam 27' Ndouassel 76' |

| Kamuzu Stadium, Blantyre Játékvezető: Kirwa Sylvester (kenyai) |

| 2010. október 10. 15:30 (UTC) |

| Togo     | 1–2               | Tunézia                  |
| -------- | ----------------- | ------------------------ |
| Mani 40' | (1–1) Jegyzőkönyv | Jemâa 38' es-Sermíti 83' |

| Stade de Kégué, Lomé Játékvezető: Abdel Rahman Khalid (szudáni) |

| 2010. november 17. 16:00 (UTC+2) |

| Botswana          | 1–0   | Tunézia |
| ----------------- | ----- | ------- |
| Ramatlhakwane 45' | (1–0) |         |

| Botswana National Stadium, Gaborone Játékvezető: Wellington Kaoma (zambiai) |

| 2010. november 17. 15:00 (UTC) |

| Togo | 0–0 | Csád |
| ---- | --- | ---- |
|      |     |      |

| Stade de Kégué, Lomé Játékvezető: Koman Coulibaly (mali) |

| 2011. március 26. 14:30 (UTC+2) |

| Malawi      | 1–0   | Togo |
| ----------- | ----- | ---- |
| Chavula 18' | (1–0) |      |

| Kamuzu Stadium, Blantyre |

| 2011. március 26. 16:00 (UTC+1) |

| Csád | 0–1   | Botswana         |
| ---- | ----- | ---------------- |
|      | (0–0) | Ramatlhkwane 50' |

| Stade National, N'Djamena |

| 2011. június 5. 18:00 (UTC+1) |

| Tunézia                                     | 5–0   | Csád |
| ------------------------------------------- | ----- | ---- |
| Jemâa 22' 44' 53' Abdennour 35' Darragi 47' | (3–0) |      |

| Stade Olympique de Sousse, Sousse |

| 2011. június 5. 15:00 (UTC+2) |

| Botswana | 0–0   | Malawi |
| -------- | ----- | ------ |
|          | (0–0) |        |

| Botswana Nemzeti Stadion, Gaborone |

| 2011. szeptember 3. 14:30 (UTC+2) |

| Malawi | 0–0   | Tunézia |
| ------ | ----- | ------- |
|        | (0–0) |         |

| Kamuzu Stadium, Blantyre |

| 2011. szeptember 4. 17:30 (UTC) |

| Togo         | 1–0   | Botswana |
| ------------ | ----- | -------- |
| Arimiyao 24' | (1–0) |          |

| Stade de Kégué, Lomé |

| 2011. október 8. 16:00 (UTC+1) |

| Csád                       | 2–2               | Malawi                   |
| -------------------------- | ----------------- | ------------------------ |
| Labbo 64' Barthelemy 90+4' | (0–1) Jegyzőkönyv | Ng'ambi 35' Nyirenda 81' |

| Stade National, N'Djamena |

| 2011. október 8. 16:00 (UTC+1) |

| Tunézia                 | 2–0               | Togo |
| ----------------------- | ----------------- | ---- |
| Hicheri 19' Khelifa 79' | (1–0) Jegyzőkönyv |      |

|  |

## Legjobb csoportmásodikok
| Cs |                           | M | Gy | D | V | RG | KG | GK | IG | P |
| -- | ------------------------- | - | -- | - | - | -- | -- | -- | -- | - |
| C  | Líbia                     |   | 2  | 2 | 0 | 2  | 0  | +2 | 0  | 8 |
| I  | Szudán                    |   | 2  | 1 | 1 | 3  | 2  | +1 | 1  | 7 |
| A  | Zöld-foki Köztársaság     |   | 2  | 1 | 1 | 3  | 4  | –1 | 0  | 7 |
| B  | Nigéria                   |   | 1  | 2 | 1 | 8  | 5  | +3 | 2  | 5 |
| G  | Dél-afrikai Köztársaság   |   | 1  | 2 | 1 | 3  | 2  | +1 | 1  | 5 |
| J  | Uganda                    |   | 1  | 2 | 1 | 3  | 2  | +1 | 0  | 5 |
| E  | Kamerun                   |   | 1  | 2 | 1 | 4  | 4  | 0  | 3  | 5 |
| D  | Közép-afrikai Köztársaság |   | 1  | 2 | 1 | 2  | 2  | 0  | 0  | 5 |
| F  | Gambia                    |   | 1  | 1 | 2 | 5  | 6  | –1 | 1  | 4 |
| H  | Ruanda                    |   | 1  | 0 | 3 | 4  | 12 | –8 | 1  | 3 |

## Góllövők
Frissítve 2011. június 5-én, 229 gól 92 mérkőzésen (2,49-es gólátlag).
6 gólos
- Issam Jemâa

5 gólos
- Jerome Ramatlhkwane
- Mamadou Niang

4 gólos
- Alain Traoré
- Didier Drogba

3 gólos
- Stéphane Sessègnon
- Mulota Patou Kabangu
- Yves Diba Ilunga
- Prince Tagoe
- Essau Kanyenda
- Chiukepo Msowoya
- Papiss Cissé
- Knowledge Musona

2 gólos
| - Manucho - Séïdath Tchomogo - Samuel Eto'o - Charlie Dopékoulouyen - Hilaire Momi - Marius Mbaiam - Ezechiel Ndouassel - Gervinho - Francky Sembolo - Héldon Ramos - Saladin Said - Momodou Ceesay - Oumar Kalabane - Jonathan Bru | - Ikechukwu Uche - Peter Utaka - Katlego Mphela - Demba Ba - Moussa Sow - Mohammed Bisha - Muhamed Tahir - Backer Aloenouvo - Sapol Mani - David Obua - James Chamanga - Christopher Katongo - Emmanuel Mayuka |  |  |

1 gólos
| - Adlène Guedioura - Hassan Yebda - Sebastião Gilberto - Razak Omotoyossi - Mickaël Poté - Joel Mogorosi - Phenyo Mongala - Wilfried Balima - Aristide Bancé - Moumouni Dagano - Charles Kaboré - Jonathan Pitroipa - Abdou Razack Traoré - Olivier Bahati - Didier Kavumbagu - Selemani Ndikumana - Saidi Ntibazonkiza - Amissi Saleh - Eric Choupo-Moting - Elvis Macedo Babanco - Odaïr Fortes - Fernando Varela - Leger Djime - Vianney Mabidé - Abdoulaide Mzé Mbaba - Wilfried Bony - Emmanuel Eboué - Salomon Kalou - Koffi Ndri Romaric - Yaya Touré - Ya Konan - Barel Mouko | - Fabrice N'Guessi - Lomona LuaLua - Zola Matumona - Mahmoud Fathalla - Fikru-Teferra Lemessa - Umed Ukuri - Ousman Jallow - Sanna Nyassi - Dominic Adiyiah - Emmanuel Agyemang-Badu - André Ayew - Sulley Muntari - Hans Sarpei - Isaac Vorsah - Mamadou Bah - Bobo Baldé - Ismaël Bangoura - Karamoko Cissé - Kévin Constant - Ibrahima Diallo - Ibrahim Yattara - Kamil Zayatte - Dionisio Fernandes Mendes - McDonald Mariga - Jamal Mohammed - Ahmed Abdelkader - Djamal Bindi - Ihaab Boussefi - Walid Elkhatroushi - Ahmed Sa'ad - Francis Doe - Al Husein Keita | - Theo Lewis Weeks - Sekou Oliseh - Patrick Wleh - Ben Teekloh - Arsene Faed - Yvan Rajoarimanana - Cheick Diabaté - Abdou Traoré - Dramane Traoré - Davi Banda - Moses Chavula - Hellings Mwakasungula - Robert Ng'ambi - Jimmy Zakazaka - Oussama Assaidi - Mehdi Benatia - Marouane Chamakh - Mounir El Hamdaoui - Youssouf Hadji - Josimar Tiago Machaisse - Wilko Risser - Tangeni Shipahu - Issoufou Dante - Kamilou Daouda - Moussa Maazou - Modibo Sidibe - Michael Eneramo - Obafemi Martins - Kalu Uche - Joseph Yobo - Bernard Parker | - Eric Gasana - Jean-Claude Iranzi - Bogota Labama - Elias Uzamukunda - Mohamed Bangura - Moustapha Bangura - Teteh Bangura - Mudathir El Taieb - Galag - Ala'a Eldin Yousif - Darren Christie - Manqoba Kunene - Shaban Nditi - Mbwana Samata - Haruna Shamte - Jerson Tegete - Serge Gakpé - Aymen Abdennour - Fahid Ben Khalfallah - Amine Chermiti - Oussama Darragi - Ammar Jemal - Khaled Korbi - Geofrey Massa - Andrew Mwesigwa - Geoffrey Sserunkuma - Godfrey Walusimbi - Rainford Kalaba - Collins Mbesuma - Fwayo Tembo |

Öngólok
- Miala Nkulukutu (Kamerun ellen)
- Richard Gariseb (Burkina Faso ellen)